# Giovanna d'Acquapendente
Giovanna d'Acquapendente, detta la Colombina (... – XV secolo), è stata una nobile italiana. È nota per essere stata l'amante di Francesco Sforza tra la morte della sua prima moglie, Polissena Ruffo (1420) ed il matrimonio con Bianca Maria Visconti, figlia di Filippo Maria Visconti (1441).

## Biografia
Giovanna e Francesco rimasero legati per 17 anni. 
Dimorò nel castello di Fermo con i figli finché Francesco fu signore della Marca d'Ancona.
Visse poi coi figli nei castelli di Abbiategrasso, Lodi, Melegnano, Pavia, Binasco, prendendo parte a cacce, banchetti e cavalcate.

## Discendenza
Diede a Francesco Sforza cinque figli di cui tre raggiunsero l'età adulta:
- Polissena, morta nella prima infanzia;
- Polissena Sforza (1428-1449), che sposò Sigismondo Pandolfo Malatesta;
- Sforza (1430-1433);
- Sforza Secondo Sforza (1433-1492/93), conte di Borgonuovo e sposo di Antonia Dal Verme;
- Drusiana Sforza (30 settembre 1437 - 29 giugno 1474), che sposò Jacopo Piccinino.

Dopo che il 14 ottobre 1441 Francesco sposò Bianca Maria Visconti, questa prese sotto la sua protezione i figli naturali del marito.